# Alisen Down
Alisen Elizabeth Jean Down (Langley, 3 gennaio 1976) è un'attrice canadese, nota per aver interpretato Jean Barolay nella serie tv Battlestar Galactica del 2004.

## Biografia
Nata in Canada, cresce con il padre e il fratello maggiore Garrett. Si trasferisce a Los Angeles per studiare presso l'Accademia americana d'arte drammatica e poi a Oxford presso l'Accademia americana scozzese.
Uno dei ruoli principali da lei interpretati è quello di Jean Barolay nella serie tv Battlestar Galactica del 2004.
Nel 2009 sposa l'attore Geoff Gustafson, ma i due divorziano un anno dopo. Nel 2012 sposa l'attore David Richmond-Peck da cui ha un figlio, Lucas. La famiglia vive a Toronto.

## Filmografia parziale

### Cinema
- Ultimatum alla Terra (The Day the Earth Stood Still), regia di Scott Derrickson (2008)
- Case 39, regia di Christian Alvart (2009)

### Televisione
- Da Vinci's Inquest - serie TV, 19 episodi (1998-2005)
- Cold Squad - serie TV, 4 episodi (1999-2000)
- Mysterious Ways - serie TV, 44 episodi (2000-2002)
- Smallville - serie TV, 4 episodi (2004-2008)
- Stargate SG-1 - serie TV, episodio 8x03 (2004)
- Robson Arms - serie TV, 21 episodi (2005-2008)
- The L Word - serie TV, episodio 2x05 (2005)
- Battlestar Galactica - serie TV, 8 episodi (2006-2008)
- Battlestar Galactica: The Resistence - serie TV, 4 episodi (2006)
- Battlestar Galactica: The Plan, regia di Edward James Olmos – film TV (2009)
- Flashpoint - serie TV, episodio 2x02 (2009)
- R.L. Stine's The Hunting Hour - serie TV, 2 episodi (2010)
- Shattered - serie TV, 2 episodi (2010)
- Supernatural - serie TV, episodi 8x14, 13x05 (2013, 2017)
- Gracepoint - serie TV, 8 episodi (2014)
- Darknet - serie TV, episodio 1x04 (2014)
- L'esercito delle 12 scimmie (12 Monkeys) - serie TV, 31 episodi (2015-2018)
- Star Trek: Discovery - serie TV, 2 episodi (2019)
- Ginny & Georgia - serie TV, 13 episodi (2021-2025)

## Doppiatrici italiane
Nelle versioni in italiano delle opere in cui ha recitato, Alisen Down è stata doppiata da:
- Emanuela D'Amico in The L Word, The Killing
- Antonella Rinaldi in Smallville (ep. 5x09, 5x17)
- Sabrina Duranti in Ultimatum alla terra
- Roberta Greganti in Supernatural (ep. 8x14)
- Alessandra Korompay in Supernatural (ep. 13x05)
- Giuppy Izzo ne L'esercito delle 12 scimmie
- Emanuela Baroni in Ginny & Georgia